# Cel·la d'enclusa de diamant

Esquema del nucli d'una cel·la d'enclusa de diamant. La grandària del diamant és d'uns pocs mil·límetres com a màxim

Una cel·la d'enclusa de diamant és un dispositiu utilitzat en experiments científics que permet comprimir una petita peça (de grandària submil·limètrica) de material a pressions extremes, que poden excedir els 300 gigapascals (3.000.000 d'atmosferes).
El dispositiu s'ha usat per a recrear la pressió existent a l'interior dels planetes, creant materials i fases no observades en condicions normals: alguns exemples notables inclouen el gel X no molecular, el nitrogen polimèric i el xenó metàl·lic (un gas inert a baixa pressió).
Una cel·la d'enclusa de diamant consisteix en dos diamants oposats amb una mostra comprimida entre els extrems. La pressió es pot controlar emprant-hi un material de referència el comportament del qual sota pressió és conegut. Els estàndards de pressió comuns inclouen la fluorescència del robí, i alguns metalls estructuralment simples, com el coure o el platí. La pressió uniaxial creada per la cel·la d'enclusa de diamant es pot transformar en pressió hidroestàtica uniforme usant un mitjà transmissor de pressió, com l'argó, xenó, hidrogen, heli, oli de parafina o una barreja de metanol i etanol. El mitjà transmissor de pressió està confinat per una junta i les dues encluses de diamant. La mostra pot ser vista a través els diamants i il·luminada per raigs X i llum visible. Així, la difracció i fluorescència de raigs X, l'absorció òptica i fotoluminiscència, la dispersió Mössbauer, Raman i Brillouin; l'anihilació de positrons i altres senyals es poden mesurar amb materials sota alta pressió. Es pot aplicar un camp magnètic i microones de manera exterior a la cel·la, permetent la ressonància magnètica nuclear, la ressonància paramagnètica electrònica i altres mesures magnètiques. Adjuntar elèctrodes a la mostra permet mesures elèctriques i magnetoelèctriques, així com escalfar la mostra a milers de graus. Es pot arribar a temperatures molt altes (superiors a 7.000 K) amb escalfament induït per làser, i el refredament fins a mil·likelvins s'hi ha demostrat.

## Principi
L'operació de la cel·la d'enclusa de diamant es basa en un principi simple:
{\displaystyle p={\frac {F}{A}}}
en què P és la pressió, F és la força aplicada, i A n'és l'àrea.
Per tant, es pot assolir una alta pressió aplicant una força moderada sobre una mostra d'una àrea petita, en comptes d'aplicar una gran força en una àrea gran. Per a minimitzar la deformació i la falla de les encluses que hi apliquen la força, han de ser d'un material molt dur i virtualment incompressible com el diamant.

## Història

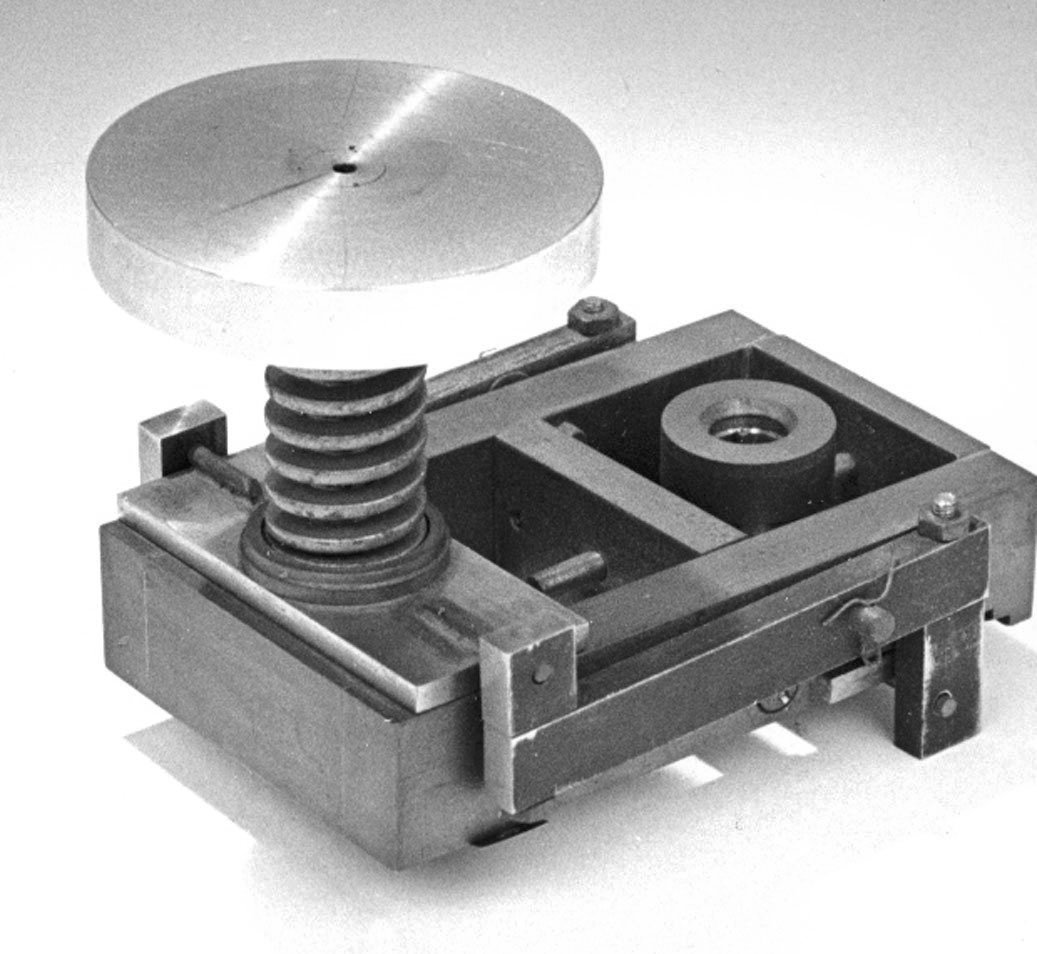
La primera cel·la d'enclusa de diamant al Museu NIST de Gaithersburg. Es mostra la part de l'assemblatge central mostrat en la figura superior

Percy Williams Bridgman, pioner en la recerca de l'alta pressió durant la primera meitat del s. XX, revolucionà el camp de les altes pressions amb el seu dispositiu d'enclusa amb petites àrees planes on es pressionaven objectes amb un braç de palanca. Les encluses eren d'un aliatge de tungsté-carboni. Aquest dispositiu podia arribar a pressions d'uns quants gigapascals, i s'utilitzà en mesures de resistència elèctrica i compressibilitat. La invenció de la cel·la d'enclusa de diamant a la fi dels anys 1950 en l'Oficina Nacional de Normes per Weir, Lippincott, Van Valkenburg i Bunting n'afinà el procés. Els principis de la cel·la d'enclusa de diamant són semblants als de les encluses Bridgman, però per assolir les pressions més altes possibles sense espatllar les encluses, se'n feren del material més dur conegut: un monocristall de diamant. Els primers prototips estaven limitats en la pressió i no hi havia una manera confiable de calibrar la pressió. Durant les dècades següents, les cel·les d'enclusa de diamant s'han refinat, i les innovacions més importants n'han sigut l'ús de juntes i el calibratge de la pressió del robí. La cel·la evolucionà fins a ser el dispositiu de laboratori més poderós per generar alta pressió estàtica. La pressió estàtica assolible hui s'estén fins a les calculades al centre de la Terra (~360 GPa).

## Components
Hi ha molts dissenys de cel·les d'enclusa de diamant, però tots tenen quatre components bàsics:
1. El dispositiu generador de força —pot ser un braç d'alçaprem, una rosca eix, o pressió pneumàtica o hidràulica aplicada a una membrana. En tots els casos, la força és uniaxial i s'aplica a les bases de les dues encluses.
2. Dues encluses de diamant oposades — fetes d'alta qualitat de gemma, diamants sense defectes, normalment de 16 cares. Solen pesar de 1/8 a 1/3 quirats (25 a 70 mg). La punta n'és molta i polida en una superfície hexadecagonal paral·lela a la taula. Els culets dels dos diamants s'enfronten entre si, i han de ser perfectament paral·lels per produir una pressió uniforme i prevenir tensions perilloses. Calen encluses seleccionades per a mesures específiques.
3. Junta —una fulla metàl·lica de ~0.2 mm d'espessor (abans de la compressió) que separa les dues puntes. Conté la mostra amb un fluid hidroestàtic en una cavitat entre els diamants, i prevé la falla de l'enclusa amb el suport de les puntes de diamant, reduint així les tensions a les vores del culet. Els materials estàndard de les juntes són metalls durs i els seus aliatges, com ara acer inoxidable, inconel, reni, iridi o carbur de tungsté. No són transparents als raigs X, i així, si cal il·luminació de raigs X per la junta, llavors s'hi usen materials més lleugers, com el beril·li, nitrur de bor, bor[12] o diamant.[13][14]
4. Mitjà transmissor de la pressió, que l'homogeneïtza. Una barreja 4:1 de metanol:etanol és prou popular per la facilitat de maneig. Per sobre de ~20 GPa, però, es torna un vidre i d'aquesta manera la pressió es torna no hidroestàtica.[6] L'argó, hidrogen i heli són utilitzables fins a les pressions més altes, i s'han elaborat tècniques enginyoses per tancar-los dins la cel·la.

## Usos
Abans de la invenció de la cel·la d'enclusa de diamant, els aparells d'alta pressió estàtica necessitaven grans premses hidràuliques que pesaven tones i requerien grans laboratoris especialitzats. La simplicitat i compactibilitat de la cel·la feien que s'acomodara a una àmplia varietat d'experiments. Algunes cel·les actuals es poden ajustar a un criostat per a mesures a baixa temperatura, i per usar-se amb un electroimant superconductor. A més de ser durs, els diamants tenen l'avantatge de ser transparents a un ampli rang de l'espectre electromagnètic des de l'infraroig fins als raigs gamma, tret de l'ultraviolat llunyà i els raigs X tous. Això fa la cel·la un dispositiu perfecte per a experiments espectroscòpics i per a estudis cristal·logràfics utilitzant-hi raigs X durs.
Una variant de la cel·la d'enclusa de diamant, la cel·la d'enclusa de diamant hidrotermal, s'empra en petrologia i geoquímica experimental per a l'estudi de fluids aquosos, fosos de silicat, líquids immiscibles, solubilitat mineral i especiació de fluids aquosos a pressions i temperatures geològiques. També s'usa a vegades per a examinar complexos aquosos en dissolució amb tècniques de font de llum sincrotrònica. El disseny n'és molt semblant a la cel·la d'enclusa de diamant, però està optimat per estudiar líquids.